# Rocco Buttiglione
Rocco Buttiglione (Gallipoli, Apulia, 6 de junio de 1948), político demócratacristiano italiano y presidente del UDC, que alcanzó cierta notoriedad en el plano europeo durante 2004.

## Biografía
Buttiglione es profesor de filosofía. Recibió formación de jurista en Turín y Roma. Enseña ciencia política en la Universidad Libre San Pío V de Roma.
En el plano político, fue elegido diputado europeo por Milán en 2001. Ha ejercido los cargos de Ministro para la Unión Europea en el segundo gobierno de Silvio Berlusconi y de Ministro de Bienes Culturales en el tercero. En 2004, José Manuel Durão Barroso incluyó su nombre entre los candidatos a comisarios de la Comisión Europea, pensando asignarle las carteras de justicia, libertades y seguridad. [cita requerida]
Intentando poner término a una controversia que se anunciaba compleja en el Parlamento Europeo, se dispuso el retiro de esa candidatura, y Berlusconi propuso en su reemplazo el nombre de otro político de su confianza, Franco Frattini. 
El 6 de mayo de 2008 es nombrado vicepresidente de la Cámara de Diputados.
Es miembro de la Academia Europea de Ciencias y Artes y de la Academia Pontificia de Ciencias Sociales. En 2005 la Universidad Francisco Marroquín le otorgó un doctorado honoris causa por su compromiso con las ideas de la libertad.

## Ponencia contra el aborto
El 29 de mayo de 2018 Rocco Buttiglione asistió a la decimocuarta jornada de debate por la legalización del Aborto en Argentina en el 14.º plenario de comisiones del Congreso de la Nación manifestando su posición en contra del aborto declarando lo siguiente: “Es muy difícil hablar de aborto en Argentina y en el mundo”. “La lucha encarnizada ha hecho perder el interés por lo que dice el otro”. “Un diálogo no es una sucesión de monólogos”. “Es difícil negar que el fruto de la concepción es un ser humano. De todos modos, el principio de precaución dice que si hay una razonable duda de que una acción haga daño a la salud o la vida de un hombre, esta acción es ilícita”. “Algunos dicen que ser persona depende de ser acogido o estar en relación con otros. El niño no nacido está en relación con otros, principalmente su madre”. “Otros dicen que hasta que el sistema nervioso no está desarrollado no se es persona, sería como reconocer la licitud del asesinato de alguien que no sufre”. “Hoy la maternidad es un obstáculo para el éxito profesional, hay que cambiar la cultura dominante”. Respecto a la libertad de la mujer preguntó “¿hay que tomar como voluntad válida cualquier cosa que la mujer diga?” y explicó que la voluntad puede estar falseada por las circunstancias”. “El embarazo y el nacimiento son hechos sociales y no se puede dejar sola a la mujer”. 

## Obras
- Rocco Buttiglione y otros (1990). La doctrina Social Cristiana. Encuentro. ISBN 9788474902549.

- Rocco Buttiglione (1984). El hombre y el trabajo: Reflexiones sobre la encíclica "laborem exercens". Encuentro. ISBN 9788474901023.

- Rocco Buttiglione y otros (1992). Cristianismo y cultura en Europa: memoria, conciencia y proyecto. Ediciones Rialp. ISBN 9788432128684.

- Rocco Buttiglione (1999). La persona y la familia. Ediciones Palabra. ISBN 9788482393124.

- Rocco Buttiglione (2018). Respuesta (amistosa) a los críticos de Amoris Laetitia. Editorial Nuevo Inicio. ISBN 9788494733963.